# Henry James FitzRoy (comte d'Euston)
Henry James FitzRoy, comte d'Euston (28 novembre 1848 - 10 mai 1912) est un aristocrate britannique.

## Carrière
Il est le fils aîné et héritier d'Augustus FitzRoy (7e duc de Grafton). Sa mère est la fille du député James Balfour.
En 1894, alors qu'il préside un tribunal de police à Towcester, Euston condamne un homme à un mois d'emprisonnement pour avoir volé un gâteau évalué à 3 pences dans une boutique du village de Blisworth, alors partie du domaine ducal. La lourde peine attire l'attention des journaux et provoque une indignation généralisée.
L'année du couronnement de 1901, il est nommé aide de camp d'Édouard VII.
En 1902, Euston est traduit en justice par des prêteurs pour un paiement de facture non honoré. Il est déclaré responsable jusqu'à concurrence de quinze mille livres envers divers créanciers. Devant le tribunal, Euston déclare que les prêts ont été contractés pour aider l'avocat Arthur Newton par «simple amabilité» pendant qu'il agissait pour lui. Le tribunal se prononce contre Euston. Newton avait agi pour Lord Arthur Somerset lors du scandale de Cleveland Street. Quelques mois plus tard, il est déclaré en faillite, avec un passif de plus de 54 269 livres et des actifs de seulement 174 livres.
Il est nommé lieutenant adjoint du Northamptonshire en 1907.

## Vie privée
Euston épouse une artiste de music-hall Kate Walsh, fille de John Walsh, le 29 mai 1871 à l'église St. Michael, Worcester. Décrite comme «l'une des femmes les plus connues de Londres», elle est au moins de dix ans son aînée . Ils n'ont pas d'enfants et se séparent après trois ans, Euston obtenant une position gouvernementale en Australie. Ayant découvert que Walsh a contracté un mariage bigame, il retourne à Londres pour demander une annulation. Le mari présumé de Walsh est localisé à grands frais en Nouvelle-Zélande et emmené à Londres. Dans une affaire qualifiée de «plus étrange que la fiction»  au dernier moment du contre-interrogatoire du mari de Walsh devant le tribunal, on a découvert que trois ans avant de l'épouser, il avait épousé une autre femme. Son mariage avec Walsh est donc invalide et le sien avec Euston légitime. Walsh est restée Lady Euston jusqu'à sa mort en 1903  .
Il meurt en 1912 de l'hydropisie à Wakefield Lodge, Potterspury, Northamptonshire . Comme sa mort est survenue six ans avant la mort de son père, il n'a jamais hérité des terres et des titres de son père. Son jeune frère, Alfred, est devenu le 8e duc de Grafton.

### Scandale de Cleveland Street
En 1890, Euston est impliqué dans le scandale de Cleveland Street quand il est accusé d'avoir visité un bordel masculin au 19 Cleveland Street à Londres par The North London Press, un hebdomadaire radical et obscur. Euston le poursuit pour diffamation. Lors du procès, il admet qu'il marchait le long Piccadilly, quand on lui a donné une carte où il est écrit "Poses plastiques. C. Hammond, 19 Cleveland Street ". Euston a témoigné qu'il s'était rendu à la maison, croyant que Poses plastiques signifiait une exposition de nus féminins. Il a payé un souverain pour entrer. A son entrée, Euston a déclaré qu'il était consterné de découvrir la nature "inappropriée" de l'endroit et qu'il l'a immédiatement quitté. Les témoins de la défense se contredisaient et ne pouvaient pas décrire Euston avec précision .
Le dernier témoin à décharge, John Saul, est un prostitué qui a admis gagner sa vie en menant une «vie immorale» et en «pratiquant la criminalité». Le jury n'a pas cru les témoins de la défense et tranche en faveur d'Euston. H. Montgomery Hyde, un éminent historien de l'homosexualité, écrit plus tard qu'il y avait peu de doute qu'Euston disait la vérité et n'avait visité le 19 Cleveland Street qu'une seule fois parce qu'il avait été induit en erreur par la carte. Cependant, Robert Cliburn, un jeune homme spécialisé dans le chantage d'hommes homosexuels plus âgés, déclare à Oscar Wilde qu'Euston était l'une de ses victimes.